# Voisin L-Typen
Die Voisin L war ein französisches Doppeldecker-Kampfflugzeug aus dem Ersten Weltkrieg.

## Entwicklung
Die Voisin L war bereits 1912 von Gabriel Voisin entworfen worden und wurde 1914 in dessen Unternehmen Aéroplanes G. Voisin in Issy-les-Moulineaux für die französische Fliegertruppe produziert.
Trotz des sperrigen Gitterrumpfes erwies sich das über einen Druckpropeller angetriebene Flugzeug mit seiner leinenbespannten Stahlrohrkonstruktion während des Krieges als so wetter- und kampffest, dass es bis 1918 als Standard-Bomber der Alliierten im Einsatz blieb. Viele Flugzeuge wurden darüber hinaus bis zum Kriegsende in der Doppelsteuerausführung D-2 als Schulflugzeuge verwendet.

### Voisin 1 / 2 (L)
Beim Kriegsausbruch waren Voisin L der Typen 1 und 2, ausgerüstet mit luftgekühlten Umlaufmotoren, dem 70 PS Gnôme bzw. dem 80 PS Le-Rhône, bereits an vier Escadrilles der französischen Fliegertruppe (Aéronautique Militaire) ausgeliefert worden. Diese gingen zunächst als Aufklärer und Artilleriebeobachter in den Einsatz. Als die französische Armee im Herbst 1914 die GB 1 („groupe-de bombardement“) als erste reine Bomberformation aufstellte, stattete sie diese mit Voisin L als taktischem Bomber aus, der etwa 60 kg an Bombenzuladung in der Gondel oder seitlich aufgehängt mitführen konnte.

### Voisin 3 (LA / LA.S)
Die am meisten produzierte Version war die Voisin LA mit der militärischen Bezeichnung Voisin Type 3. Auch sie war bereits vor dem Kriegsbeginn entworfen worden und hatte Februar 1914 ihren Erstflug absolviert. Sie unterschied sich von der Voisin L durch den stärkeren Salmson-(Canton-Unné)-M9-Sternmotor mit seinen auffällig zwischen Gondel und oberer Tragfläche angebrachten Wasserkühlern sowie Tragflächen unterschiedlicher Spannweite. Bei später gefertigten Flugzeugen wurden die Tragflächen vorwärts gestaffelt und der Motor vertikal schräg eingebaut, um den Wirkungsgrad des Propellerantriebs zu verbessern. Diese Flugzeuge erhielten die Bezeichnung LA.S (S = „surélevé“/erhöht).
Die stärkere Motorisierung erlaubte auch die Mitnahme eines beweglichen 8-mm-Maschinengewehrs Hotchkiss M1909, das auf einem Pivot gelagert vom Beobachter bedient wurde.
Von den deutschen Gegnern wurde dieses schwerfällige Kampfflugzeug als „Bauernschreck“ bezeichnet, doch dann gelang der Besatzung Sergeant Joseph Frantz / Corporal Louis Quénault der Escadrille VB24 mit einer solchen Maschine am 5. Oktober 1914 durch den Abschuss eines deutschen Aviatik-Doppeldeckers über Reims der erste Luftsieg der Militärgeschichte.
Dieser Typ wurde nicht nur von den Heeresfliegern, sondern auch von der Marine nationale française verwendet. Als Voisin 3B-2 bezeichnet wurde die LA inzwischen hauptsächlich als zweisitziger Bomber eingesetzt. Besonders bekannt wurde der Fernangriff auf die Badische Anilin- & Soda-Fabrik in Ludwigshafen am Rhein vom 26. Mai 1915, der von 18 Flugzeugen der Groupe de bombardement no 1 unter Louis de Goÿs de Mézeyrac durchgeführt wurde. Ab September 1915 ging man jedoch vermehrt zu Nachteinsätzen über, nachdem das langsame Flugzeug bei Tageinsätzen ein zu leichtes Opfer der immer öfter auftauchenden deutschen Jagdflieger wurde.
Etwa 800 Voisin LA wurden in Frankreich für die französische Armee geliefert. Ungefähr 50 gingen zudem an die britischen Heeres- und Marineflieger, die weitere 50 Flugzeuge in England von Savages Ltd. in Lizenz fertigen ließen. Diese Flugzeuge dienten später an den Fronten in Palästina, in Mesopotamien und an der Ägäis. Auch die serbischen Flieger und eine Escadrille der belgischen Aviation Militaire wurden mit Voisin LA ausgerüstet.
In Lizenz baute auch die Società Italiana Transaerea in Turin 112 „Voisin SIT“ mit Motoren von Fiat, Isotta Fraschini oder Renault für vier Staffeln des italienischen Corpo Aeronautico Militare, während die Firmen DUX in Moskau, Lebedew in St. Petersburg und Tereschenko bei Nähe Kiew etwa 300 bis 350 Voisin LA an die russische Fliegertruppe herstellten. Noch am 1. September 1917 waren davon 70 Flugzeuge an der russischen Front im Einsatz.

### Voisin 4 (LB / LB.S)
Als weitere Version erschien die Voisin LB oder „Voisin-Canon“ mit der militärischen Bezeichnung Type 4, von der einschließlich der ab Ende 1915 erschienenen Ausführung LB.S „surélevé“ etwa 400 Flugzeuge geliefert wurden. Die LB, die erstmals im Februar 1915 flog, unterschied sich von den L-Versionen durch ihre leicht gestaffelten Tragflächen. Sie war mit einer pivot-lafettierten, am Bug angebrachten 47-mm-Hotchkiss-Schnellfeuerkanone für Erdkampfeinsätze zur Unterstützung von Bodentruppen ausgerüstet. Damit gilt die Voisin LB als weltweit erstes mit einer Bordkanone ausgerüstetes Flugzeug.

### Voisin 5 / 6 (LA.S)
Die Voisin Type 5 mit 150-PS-Salmson-Motor trug bereits eine Bombenlast von 150 kg und war die nach der Type 3 meistproduzierte Version. Diese löste – gefolgt von der Type 6 mit 155-PS-Salmson-Motor – ab 1916 die früheren L/LA-Typen ab.
Neben Frankreich wurde die Voisin 5 auch von der Schweiz (eine Maschine), Rumänien, Russland und der Ukraine eingesetzt, wo sie auch noch im Bürgerkrieg eingesetzt wurde.

## Technische Daten
| Kenngröße                       | L (Type 1)              | L (Type 2)                 | LA/LA.S (Type 3)           | LB/LB.S (Type 4)         | LA/LA.S (Type 5)            | LA/LA.S (Type 6)            |
| ------------------------------- | ----------------------- | -------------------------- | -------------------------- | ------------------------ | --------------------------- | --------------------------- |
| Baujahr                         | 1913                    | 1914                       | 1914–1915                  | 1916–1917                | 1916–1917                   |                             |
| Einsatzzweck                    | Aufklärer               | Aufklärer, Bomber          | Bomber                     | Erdkampfflugzeug         | Bomber                      | Bomber                      |
| Stückzahl                       |                         |                            | > 1000                     | 400                      | 350                         |                             |
| Besatzung                       | 2                       | 2                          | 2                          | 2                        | 2                           | 2                           |
| Länge                           |                         | 10,50 m                    | 9,50 m                     | 10,28 m                  | 9,62 m                      | 9,62 m                      |
| Spannweite                      |                         | 13,50 m                    | 14,75 m                    | 14,75 m                  | 14,75 m                     | 14,75 m                     |
| Höhe                            |                         | 2,90 m                     |                            | 3,80 m                   | 3,63 m                      | 3,80 m                      |
| Flügelfläche                    |                         | 42 m²                      | 49,66 m²                   | 49,66 m²                 |                             |                             |
| Leermasse                       |                         | 825 kg                     |                            | 1122 kg                  | 800 kg                      |                             |
| Startmasse                      | 1100 kg                 |                            | 1370 kg                    | 1400 kg                  | 1140 kg                     |                             |
| Antrieb                         | Gnôme 7A, 70 PS (51 kW) | Le Rhône 9C, 80 PS (59 kW) | Salmson M9, 120 PS (88 kW) |                          | Salmson M9, 150 PS (110 kW) | Salmson M9, 154 PS (113 kW) |
| Höchstgeschwindigkeit (in Höhe) |                         | 95 km/h                    | 120 km/h                   | 96 km/h (in 2000 m)      | 109 km/h (in 2000 m)        | 113 km/h (in 2000 m)        |
| Steigzeit auf 1000 m            |                         |                            |                            |                          | 11 min                      |                             |
| Steigzeit auf 2000 m            |                         |                            |                            |                          | 23 min                      | 21:30 min                   |
| Steigzeit auf 3000 m            |                         |                            |                            |                          |                             |                             |
| Dienstgipfelhöhe                |                         |                            | 3000 m                     |                          | 3500 m                      |                             |
| Reichweite                      |                         |                            | 200 km                     |                          |                             |                             |
| Flugdauer                       |                         |                            |                            |                          | 3:30 h                      |                             |
| Bewaffnung                      | Bomben                  | Bomben                     | MG, Bomben                 | 37-/47-mm-Kanone, Bomben | 47-mm-Kanone / MG, Bomben   | 47-mm-Kanone / MG, Bomben   |

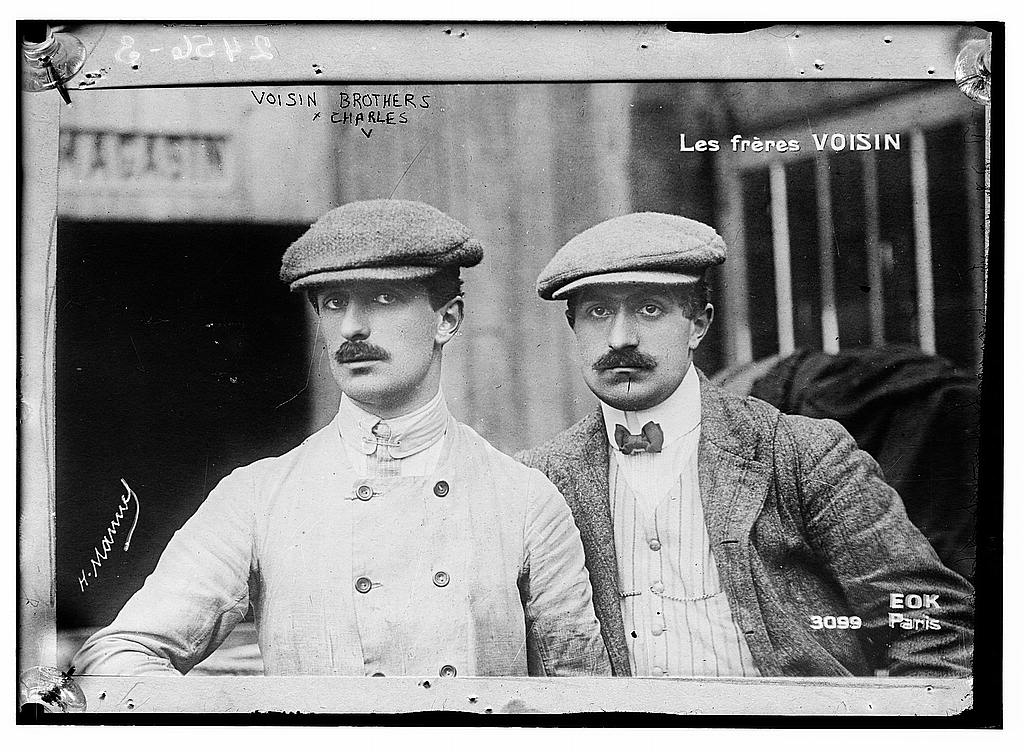
Konstrukteur Gabriel Voisin (links) mit seinem 1912 verstorbenen Bruder Charles
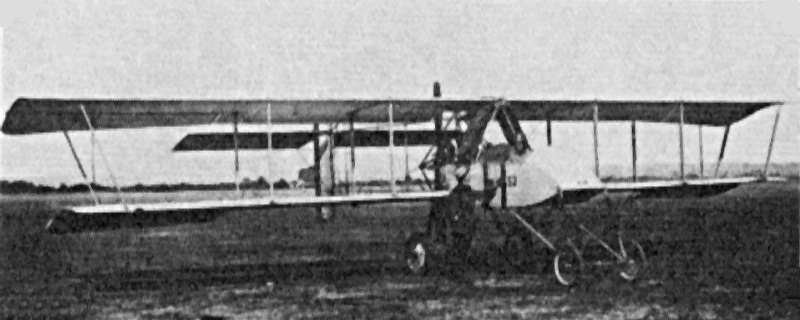
Voisin Type 3 (LA)
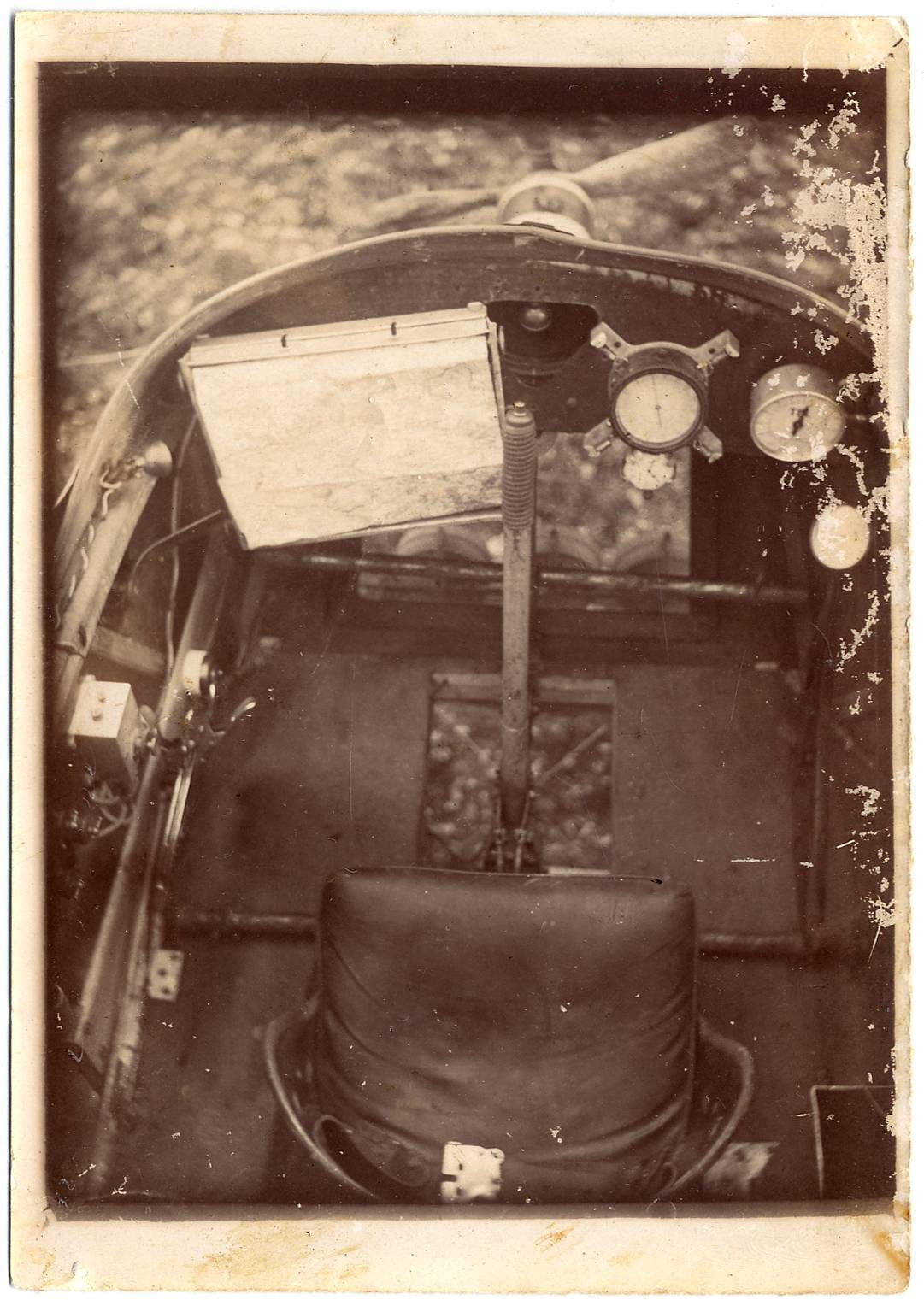
Blick in das Pilotencockpit
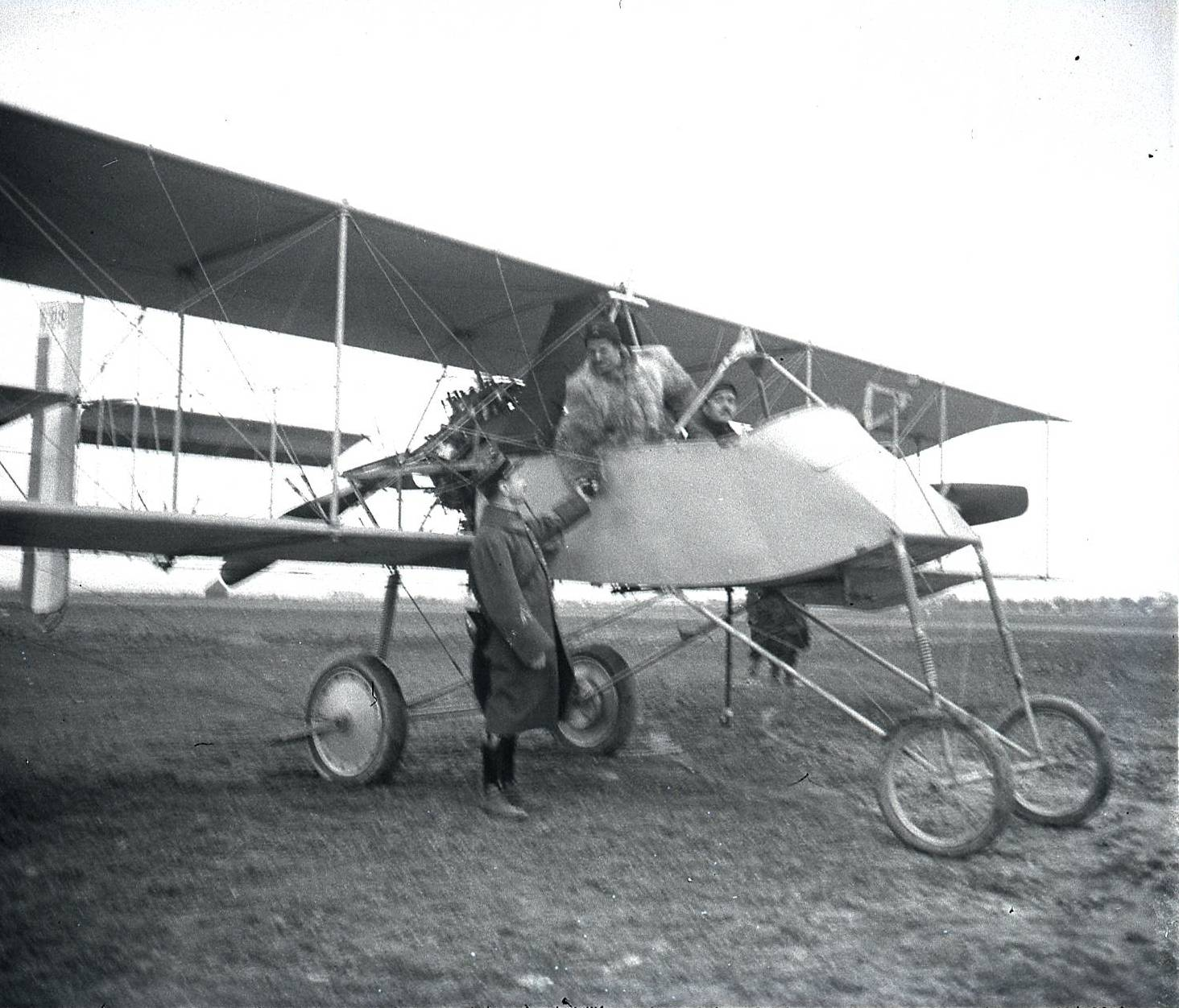
Voisin Type 3 (LA)
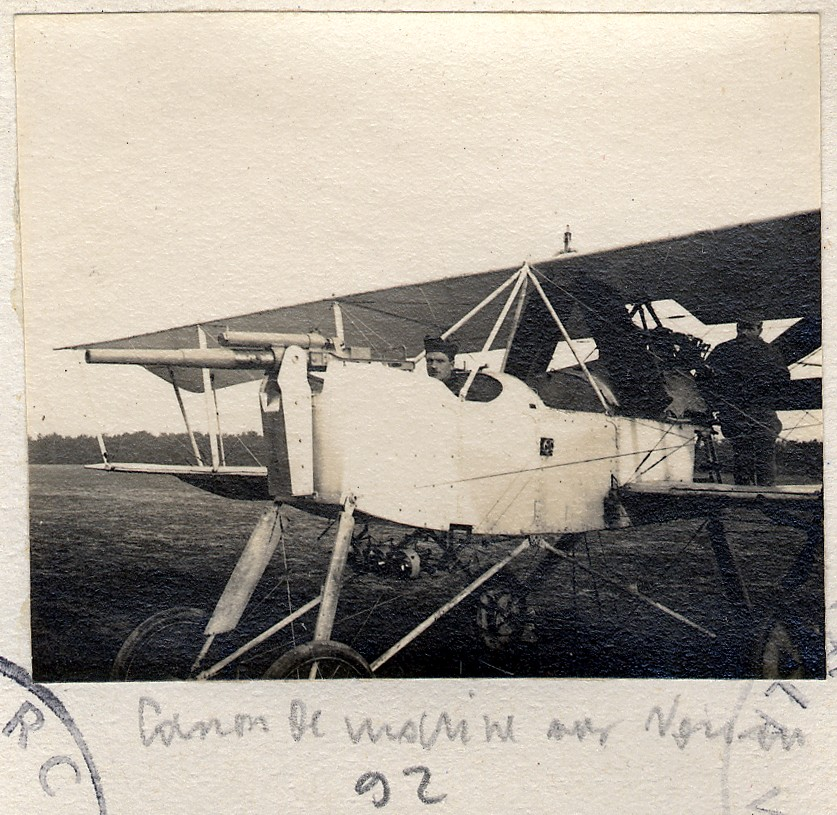
Voisin Type 4 (LB) der Escadrille V.21 mit gestaffelten Tragflächen
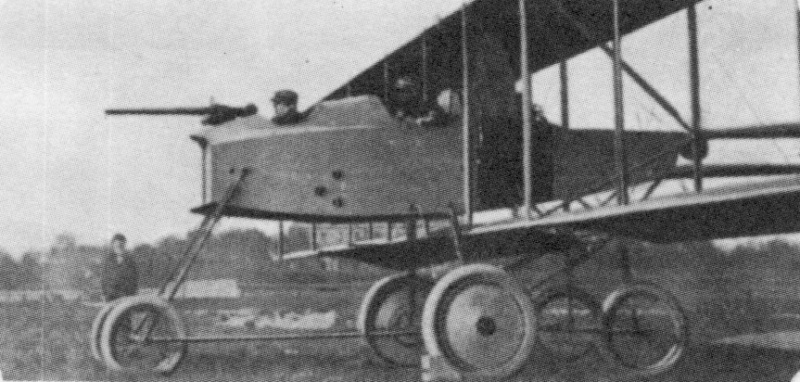
Gepanzerte Voisin mit Bordkanone, verstärktem Fahrwerk und gepanzerter Zelle
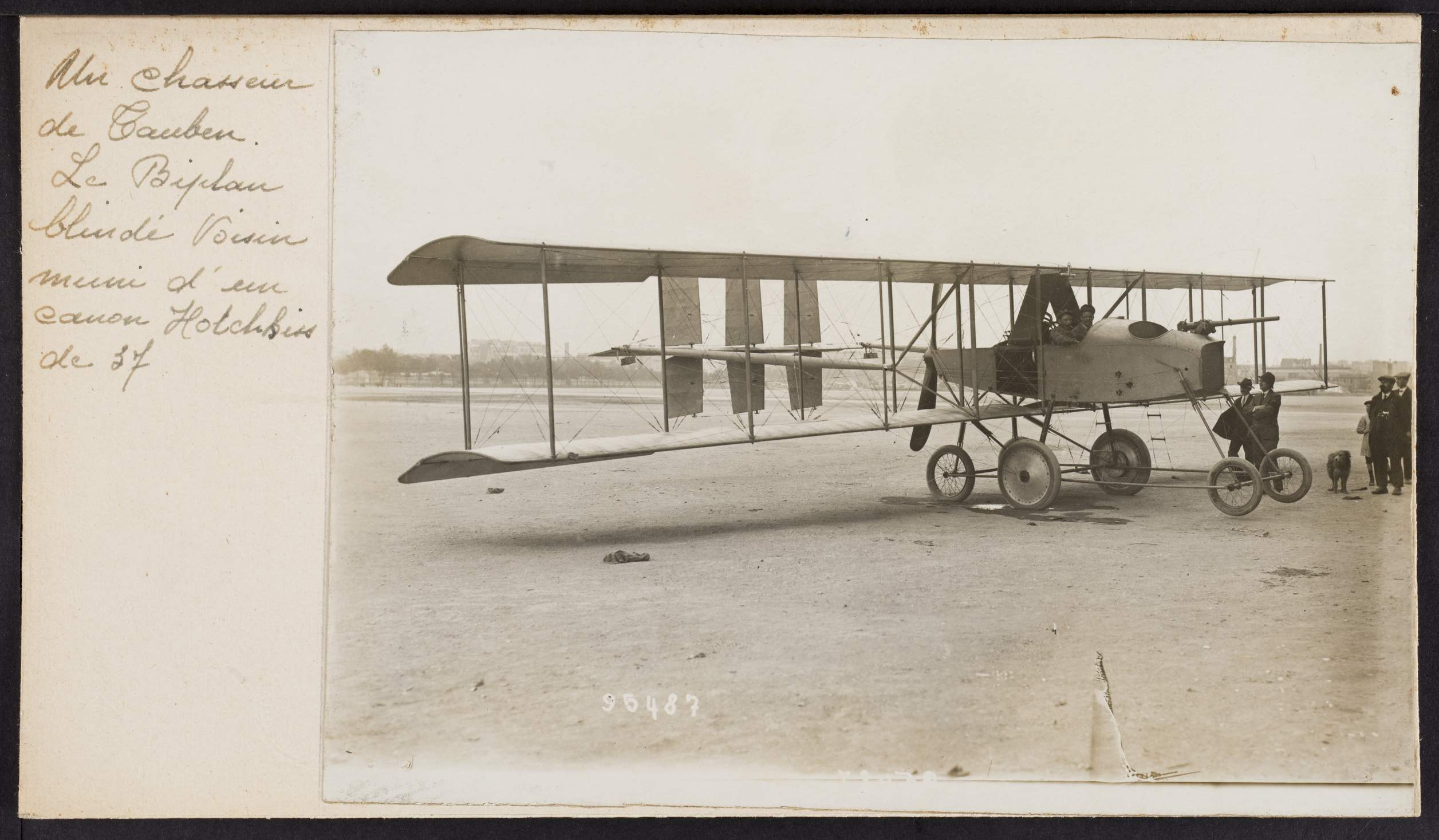
Gepanzerte Voisin mit Hotchkiss-MG, verstärktem Fahrwerk, dreifachem Leitwerk und gepanzerter Zelle
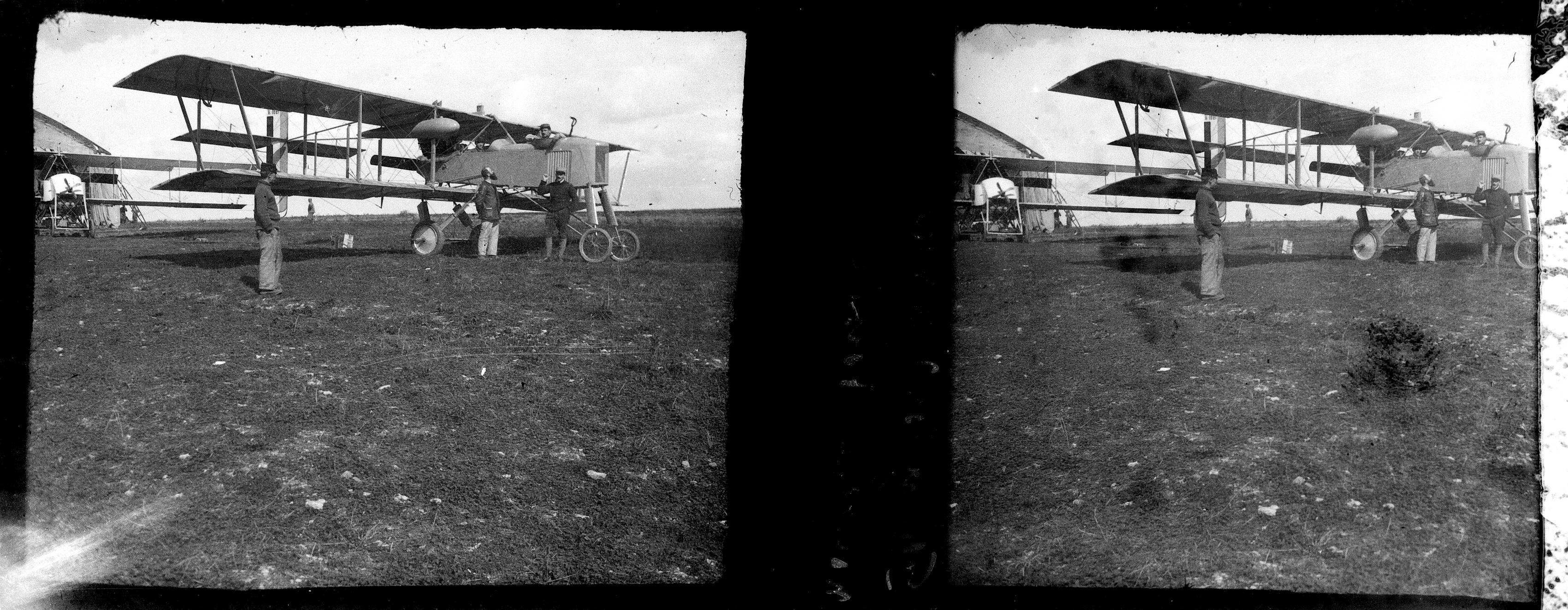
Voisin LB der Escadrille V.114
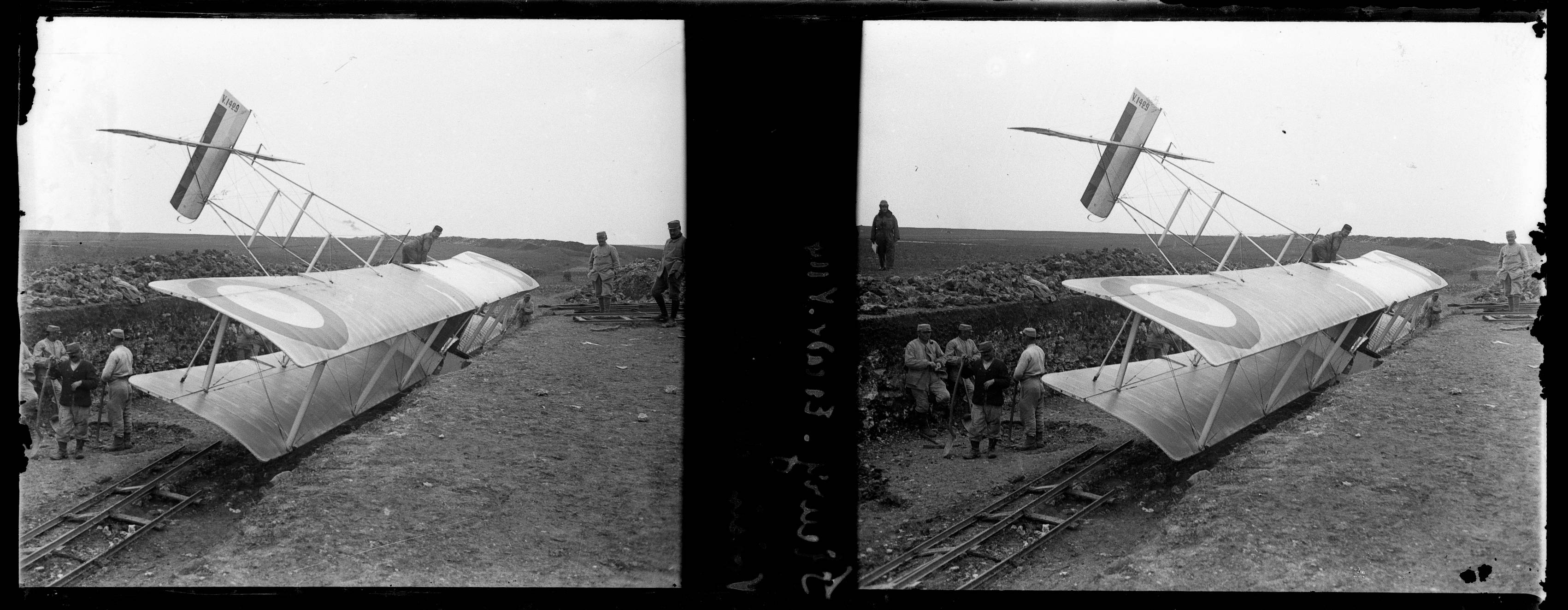
Bruchgelandete Voisin der Escadrille V.114
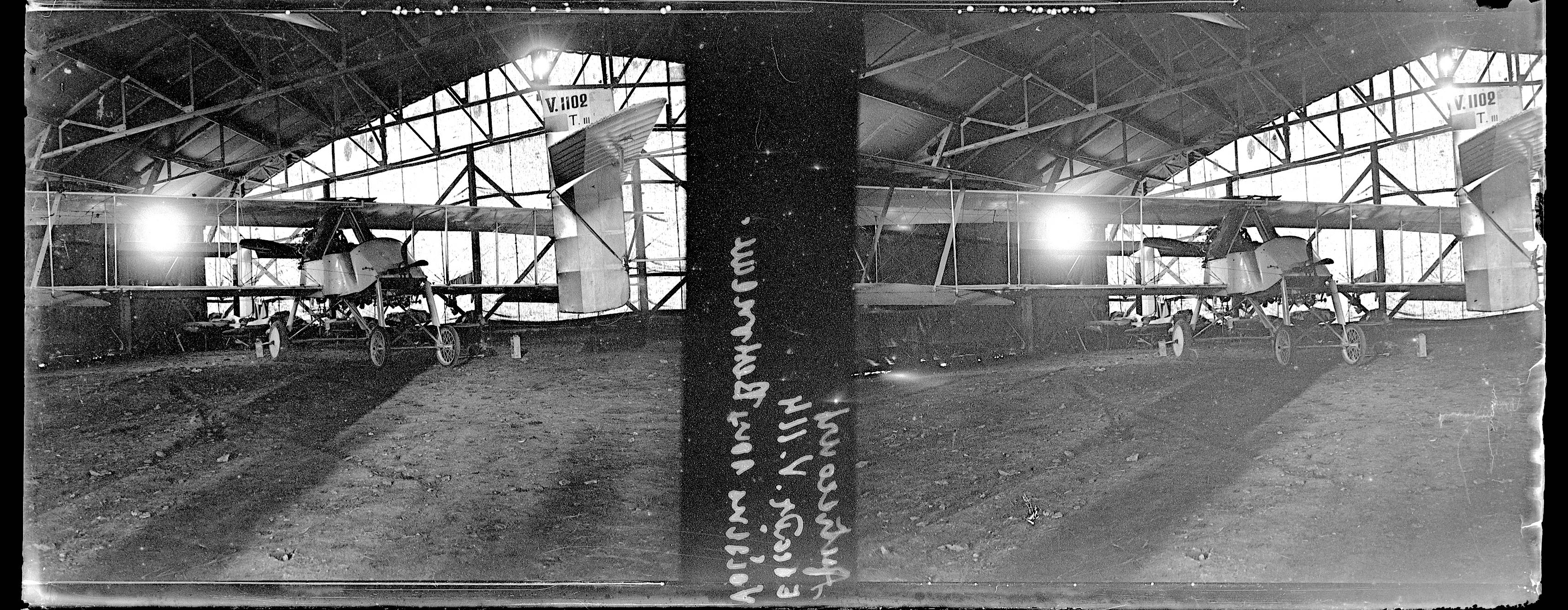
Voisin im Hangar der Escadrille V.114
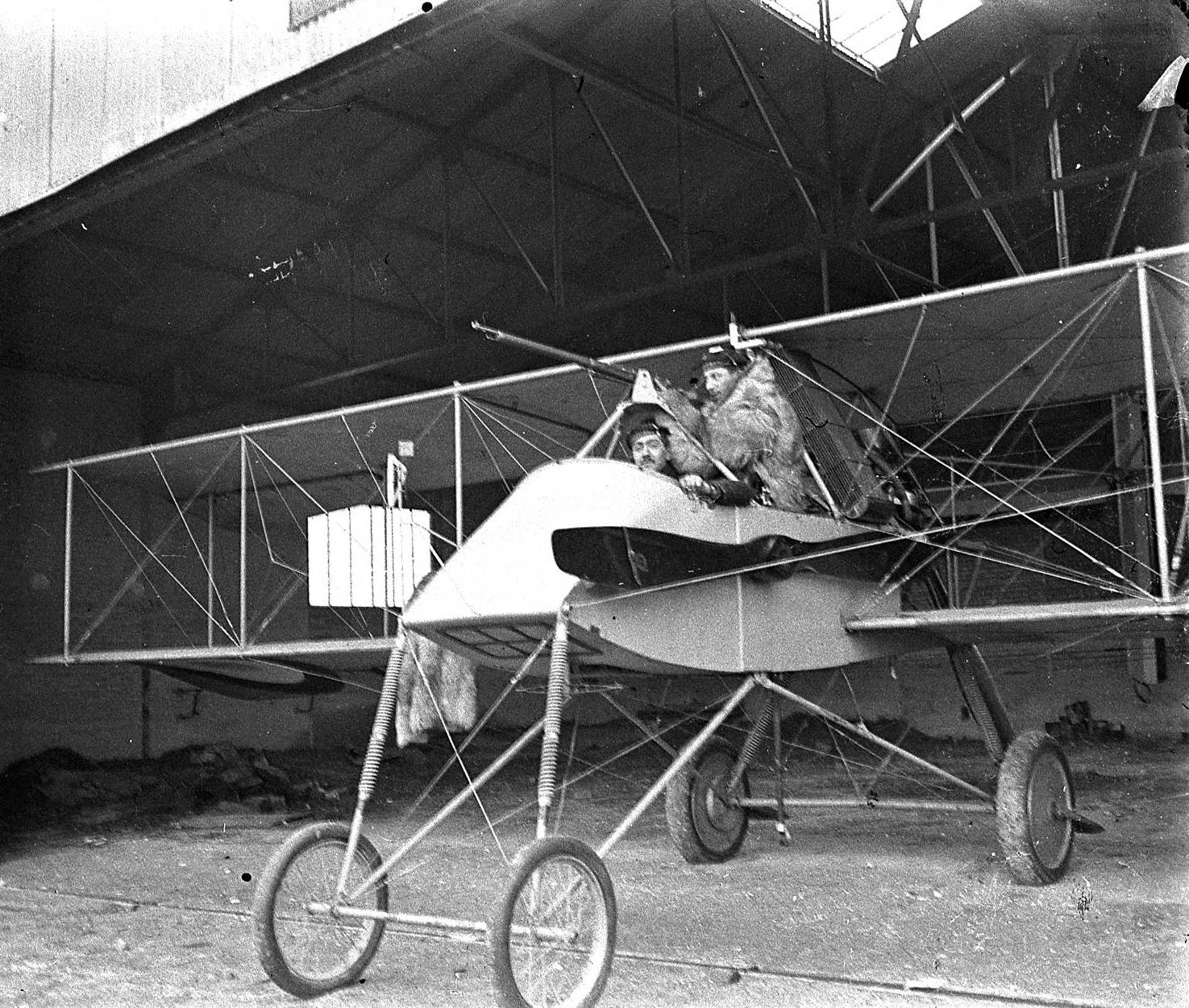
Voisin mit auf Pivot-Lafette gelagerter Bordkanone
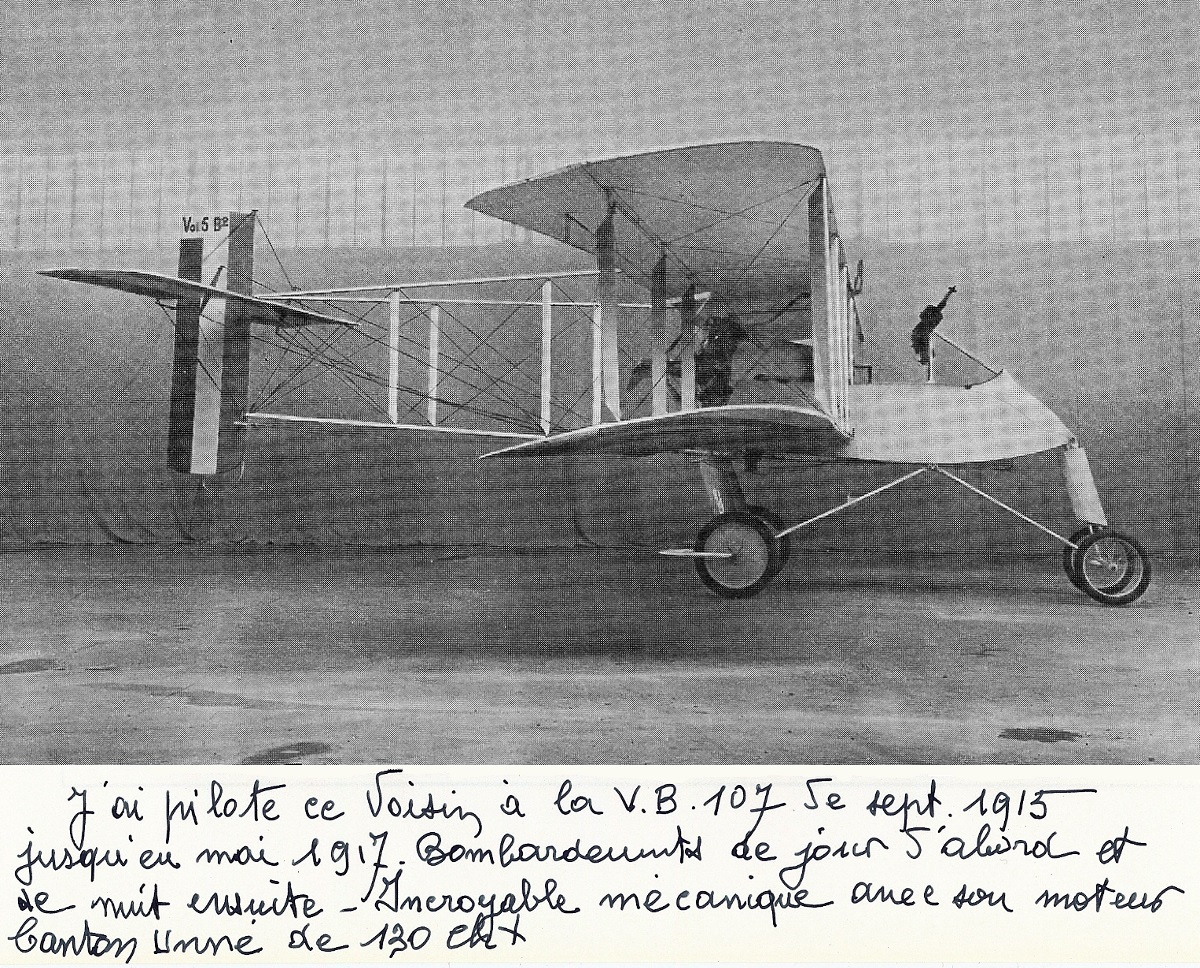
Voisin Type 5B-2 (LA)
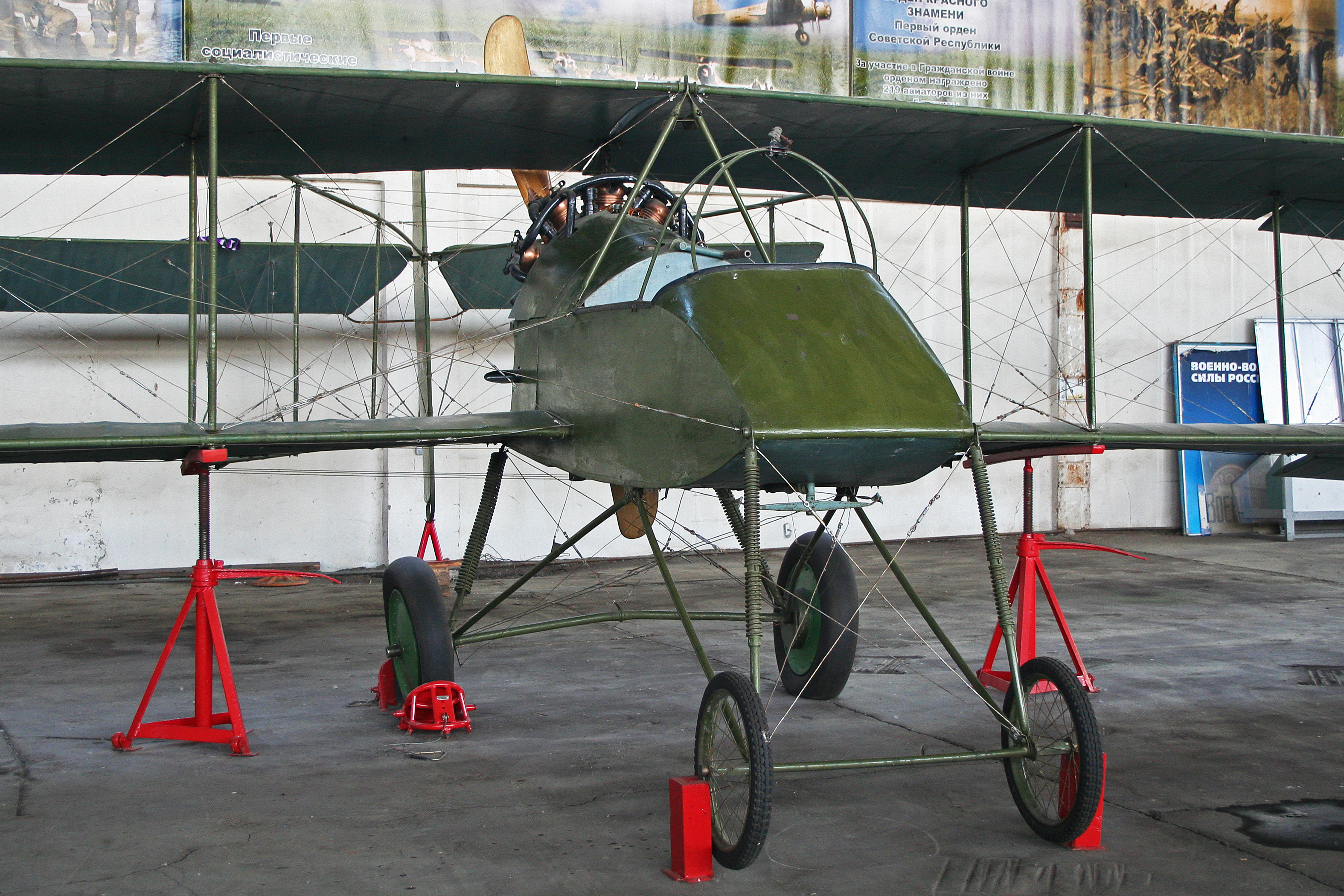
Russische Voisin 3 in Moronino

## Erhaltene Exemplare
Erhaltene Flugzeuge sind im Musée del l’air in Chalais-Meudon, im Brüsseler Luftfahrtmuseum und im russischen Luftwaffenmuseum ausgestellt.
Der Nachbau einer Voisin 3 ist im Pearson Air Museum in Vancouver (Washington) zu besichtigen.